# NSU 8/40 PS
La 8/40 PS è un'autovettura di fascia alta prodotta tra il 1925 ed il 1927 dalla Casa automobilistica tedesca NSU.

## Storia e profilo
La 8/40 PS non fu altro che un'evoluzione del precedente modello 8/24 PS, con il quale condivise la quasi totalità della base meccanica.

### Caratteristiche
Rispetto al modello dal quale deriva, la 8/40 PS è caratterizzata da un telaio dal passo allungato, precisamente da 3,026 a 3,15 metri. Ma la meccanica telaistica (freni, sospensioni, ecc) rimase pressoché invariata e si ritrovarono quindi le stesse soluzioni del modello progenitore.
Dove vennero invece concentrate le maggiori novità fu nel motore: esso rimase la stessa unità da 2.102 cm³ già montata nelle 8/24 PS del primo dopoguerra, ma ne vennero ridisegnate le camere di scoppio, ne venne elevato il rapporto di compressione, vennero montate nuove valvole maggiorate e vennero ottimizzati sia la fasatura della distribuzione che i condotti di aspirazione. Come risultato finale si ottenne unincremento di potenza da 32 a 36 CV. Il nuovo modello, denominato 8/40 PS, venne anche dotato di un serbatoio di maggiore capacità (65 litri) per sopperire alla maggior richiesta di carburante da parte del motore così configurato.
La 8/40 PS fu proposta in due varianti di carrozzeria, double-phaeton e limousine, rispettivamente commercializzate a 7.250 e 7.850 marchi.

### Carriera commerciale
A causa della sua breve carriera commerciale, la 8/40 PS non ebbe il tempo di usufruire di significativi aggiornamenti: il più consistente si ebbe nell'autunno del 1926, quando al Salone dell'automobile di Berlino venne presentata una 8/40 PS dotata di alcune migliorie al motore che permisero di innalzarne la potenza a 40 CV, cosicché la velocità massima salì da 100 a 110 km/h. Fu il miglioramento dell'efficienza del circuito di raffreddamento a suggerire ai tecnici NSU di procedere ai ritocchi al motore atti a migliorarne le prestazioni. Ma nel corso del 1927, la 8/40 PS fu tolta di produzione senza essere più sostituita da alcun altro modello. A quel punto la gamma NSU fu composta solo da modelli di fascia più bassa o più alta.